# Jebha
Jebha (arabiska: الجبهة) är en ort i Marocko, som i folkräkningen räknas som stad i landskommunen M'Tioua. Den ligger i provinsen Chefchaouen och regionen Tanger-Tétouan-Al Hoceïma, 240 km nordost om huvudstaden Rabat. Antalet invånare var 3 757 vid folkräkningen 2014.